# Běh na 2000 metrů
Běh na 2000 metrů je atletickou střední tratí, která patří mezi méně vypisované (mnohem častější je například běh na 800 metrů a běh na 1500 m, které se běhají také na velkých soutěžích). Běh na 2000 metrů je stejně jako jiné méně často vypisované tratě (běh na 1 míli, běh na 3000 m apod.) většinou doplňkovou disciplínou menších a výjimečně i velkých atletických mítinků. Výkonnostní extratřídou jsou na této trati zhruba časy pod 5 minut (muži) a pod 5:30 minut (ženy).

## Současné rekordy - dráha
| Rekord        | Kategorie | Čas (min) | Atlet               | Stát      | Město     | Datum       |
| ------------- | --------- | --------- | ------------------- | --------- | --------- | ----------- |
| Světový (WR)  | Muži      | 4:43,13   | Jakob Ingebrigtsen  | Norsko    | Brusel    | 8. 9. 2023  |
| Světový (WR)  | Ženy      | 5:19,70   | Jessica Hull        | Austrálie | Monaco    | 12. 7. 2024 |
| Evropský (ER) | Muži      | 4:43,13   | Jakob Ingebrigtsen  | Norsko    | Brusel    | 8. 9. 2023  |
| Evropský (ER) | Ženy      | 5:25,36   | Sonia O'Sullivanová | Irsko     | Edinburgh | 8. 7. 1994  |

## Josef Odložil
Dne 8. září 1965 na závodech v Staré Boleslavi se stal světovým rekordmanem na trati 2000 metrů Josef Odložil, který zde dosáhl času 5:01,2.

## Průměrná rychlost
Při světovém rekordu 4:43,13 min. běžel Jakob Ingebrigtsen průměrnou rychlostí 7,064 m/s (25,43 km/h) a každé z pěti kol atletického oválu (o délce 400 metrů) zaběhl v průměru za 56,62 sekundy. Každý ze dvou kilometrů této trati urazil průměrně za 2:21,56 min, průměrný čas na 1500 metrů činí 3:32,34 min. a na 1 míli (1609,35 m) 3:47,83 min.
Při ženském světovém rekordu 5:21,56 min. běžela Francine Niyonsabaová průměrnou rychlostí 6,219 m/s (22,39 km/h). Každé z pěti kol urazila průměrně za 64,31 sekundy a každý z obou kilometrů za 2:40,78 min. Průměrný čas na vzdálenost 1500 metrů činil 4:01,17 min. a na míli potom 4:18,75 min.